# 寺泉憲
寺泉 憲（てらいずみ けん、旧芸名及び本名；寺泉 哲章〈てらいずみ のりあき〉、1947年10月8日 - ）は、日本の俳優、ジャズ歌手。神奈川県横須賀市出身。スタッフ・テン所属。血液型はB型。横須賀学院高校卒業、慶應義塾大学法学部中退。

## 来歴・人物
劇団雲、演劇集団 円を経て、『ただいま放課後』での広岡大助（チョロ先生）役でブレイク。
ジェームス三木脚本作品の常連としても活躍。
大学時代の英語劇出演が俳優デビューのきっかけで、英語力を活かしたアメリカ日系2世の役を演じたこともある。
バラエティー番組で共演した田尾安志からは「（寺泉主導型のロケ展開に）あの方、還暦過ぎてるなんて思えないほど若い。年をごまかしてるんじゃないかと思うぐらい」と感心された。
特にテレビ等で観られる訳ではないが、ジャズ歌手としての一面も持っている。
2019年7月2日放送の『クイズ!脳ベルSHOW』で「たのきんトリオってのは僕が付けたの。ファンの集いがあって、そこでフジの広報の人が『まだ3人のね名前、グループ名がないんだよ。どうしようか』『じゃ、田原・野村・近藤で、たのきんトリオで行ってみましょうか』って、僕が発表したの」と話した。このような表現により、寺泉が命名者かのような誤解を一部で招いたが、これはファンの集いに同席した寺泉が、3人の愛称の“発表役”を担当しただけであり、寺泉に命名権など存在しない。 「たのきん」のネーミングを考案した人物がジャニー喜多川であることは、ジャニー自身が雑誌『SPA！』（1990年7月4日号、扶桑社）のインタビューで認めている。

## 出演

### テレビドラマ
- 風雲ライオン丸 第1話「飛び出せ弾丸（）変身!」（1973年、フジテレビ） - 侍  ※寺泉哲章名義
- 夜明けの刑事（TBS・大映テレビ） ※寺泉哲章名義
  - 第30話「ナンセンスクイズ殺人事件」（1975年）
  - 第95話「フランケンシュタインの怒り」（1976年）
  - 第101話「世にも恐ろしい母の愛」（1977年）
  - 第108話「その結婚式まてェーッ!」（1977年）
- 大非常線 第1話「愛の天使」（1976年、NET・東映） ※寺泉哲章名義
- Gメン'75 第44話「警視庁警視の妻の犯罪」（1976年、TBS・東映） ※寺泉哲章名義
- 快傑ズバット 第19話「悲恋 破られたラブレター」（1977年、東京12チャンネル・東映） - 石上新也 ※寺泉哲章名義
- 特捜最前線（テレビ朝日・東映） ※寺泉哲章名義
  - 第39話「密告・コーヒージャック!」（1977年）
  - 第83話「凶悪のラブハンター!」（1978年）
  - 第107話「射殺魔・一千万の笑顔を砕け!」（1979年）
- 大空港（フジテレビ・松竹）  ※寺泉哲章名義
  - 第11話「海外ロケ篇第一弾!ラインの追跡」（1978年） - 畑中トシオ
  - 第50話「ギャング対特捜部 現金輸送車ジャック!」（1979年） - コウジ
- ただいま放課後（1980年、フジテレビ・東宝）※寺泉哲章名義
- おだいじに…気になるあいつ（1981年、関西テレビ）
- 連続テレビ小説（NHK総合）
  - まんさくの花（1981年）
  - 澪つくし（1985年）※寺泉哲章名義
  - ひまわり（1996年）
  - さくら（2002年）
- ポーラテレビ小説 / 愛をひとつまみ（1981年 - 1982年、TBS） - 長岡武夫 ※寺泉哲章名義
- 花祭（1982年、フジテレビ）※寺泉哲章名義
- 陽あたり良好! 第17話「キッスは歯にして!」（1982年、NTV）※寺泉哲章名義
- 鬼のいぬ間に（1982年 - 1983年、東海テレビ）※寺泉哲章名義
- 大河ドラマ（NHK総合）
  - 徳川家康（1983年） - 大賀弥四郎 ※寺泉哲章名義
  - 独眼竜政宗（1987年） - 蒲生氏郷
  - 炎立つ（1993-94年） - 藤原基房
  - 八代将軍吉宗（1995年） - 松平頼雄
  - 葵 徳川三代（2000年） - 松平忠吉
- ザ・サスペンス｜日本一周「旅号」殺人事件（1983年、TBS）
- 暴れん坊将軍II（テレビ朝日 / 東映）
  - 第13話「修羅場に咲いた隠れ妻」（1983年） - 相楽弥一郎 ※寺泉哲章名義
  - 第71話「疑惑を呼んだ小さな命!」（1984年） - 弥助 ※寺泉哲章名義
- 胸さわぐ苺たち（1983年 - 1984年、TBS） - 坂井 ※寺泉哲章名義
- 大奥 第48話「悲恋の皇女和宮」・第49話「江戸城のおさな妻」（1984年、関西テレビ・東映） - 有栖川宮熾仁 ※寺泉哲章名義
- 水戸黄門（TBS・C.A.L）
  - 第14部 第25話「酒に溺れた黄金の腕 -金沢-」（1984年4月16日） - 新吉
  - 第22部 第33話「格さんの親友は脱藩者 -白河-」（1993年12月27日） - 田岡京之介
  - 第28部 第25話「お銀涙の子守唄 -岡山-」（2000年9月4日） - 津田永忠
  - 第32部 第12話「奉公先は子だくさん -仙台-」（2003年11月3日） - 太田鉄之介
  - 第34部 第6話「忠義貫き北国に春 -陸前高田-」（2005年2月14日） - 小山義太郎
- オレゴンから愛（1984年、フジテレビ）※寺泉哲章名義
- 火曜サスペンス劇場（日本テレビ系）
  - 蒼い愛の秘密（1984年4月）
  - 嘘を重ねて（1989年2月）
  - 名無しの探偵シリーズ12　兄妹（1996年4月、スタッフアズバーズ） - 大原一生
  - 当番弁護士6（1998年10月） - 谷沢信也
- 木曜ドラマストリート「家族八景」（1986年、フジテレビ） - 桐生新二
- 金曜女のドラマスペシャル「私の夫はルージュが似合う」（1987年、フジテレビ）
- 料理恋物語（1988年、TBS）
- 青春オーロラ・スピン スワンの涙（1989年4月 - 9月、フジテレビ・大映テレビ）
- 結婚の条件（1989年、TBS）
- HOTELスペシャル'91春（1991年、TBS） - マイク定岡
- 東京チャッカリ娘（1992年、TBS）
- 腕におぼえあり（1992年、NHK）
- 課長サンの厄年(1993年、TBS)
- サスペンス・魔「幻の女・闇に消えたアリバイ」（1993年7月、関西テレビ・東映）
- 命ささえて（1993年、TBS）
- 人形歴史スペクタクル 平家物語（1993-95年、NHK総合） - 声の出演:源頼朝ほか ※人形劇
- 月曜ドラマスペシャル「検視官江夏冬子2 京都冬化粧殺人事件」（1998年2月、TBS）
- 金曜エンタテイメント「温泉名物女将!湯の町事件簿2 連続殺人をめぐる人間模様」（2002年5月、フジテレビ） - 森岡真一
- 剣客商売 第5シリーズ 第2話「秘密」（2004年、フジテレビ） - 宮部平七郎
- 愛の劇場「聞かせてよ愛の言葉を」（2005年2月 - 3月、TBS・大映テレビ） - 佐野洋介
- スイーツドリーム（2006年、TBS）
- 長い長い殺人（2007年、WOWOW）
- 新・京都迷宮案内4 第8話「37年目のラブレター 雛祭りの秘密」（2007、テレビ朝日）
- 4姉妹探偵団 第8話（2008年3月、テレビ朝日）
- トップセールス（2008年、NHK総合） - 貝塚店長
- サギ師リリ子（2009年、テレビ東京） - 倉田寛治
- 水曜ミステリー9（テレビ東京）
  - 芸者小春姐さん奮闘記シリーズ /向島血文字殺人事件 - 弁護士（2009年）
  - 監察医・篠宮葉月 死体は語る14（2014年1月8日） - 三沢達也
- 土曜時代劇 咲くやこの花（2010年、NHK総合） - 徳川家斉
- ドラマスペシャル 「樅ノ木は残った」（2010年、テレビ朝日）
- 相棒 season8（2010年、テレビ朝日） - 間瀬登
- 土曜ワイド劇場（テレビ朝日）
  - 法医学教室の事件ファイル6（1997年4月5日） - 田代浩一
  - 内田康夫サスペンス・福原警部3（2011年4月23日） - 河島孝之
  - 鉄道捜査官13（2012年5月5日） - 堀場達夫
  - 司法教官・穂高美子2（2012年9月1日） - 桜井重蔵
  - 西村京太郎トラベルミステリー52 特急かもしか2号殺人事件（2009年9月26日） - 青木俊郎
  - 森村誠一の死海の伏流（2012年11月24日） - 秋沢省吾
  - 救急救命士・牧田さおり9（2013年2月23日） - 冴木眞一郎
  - 天才刑事・野呂盆六8（2013年8月10日） - 丸賀連
  - 西村京太郎トラベルミステリー61 越後・会津殺人ルート（2014年3月22日） - 仙堂肇 役
  - 事件17 大富豪の夫を殺した女!（2016年6月4日） - 浜田輝 役
- 湘南☆夏恋物語（2011年8月、BeeTV〈インターネット配信〉）
- BS時代劇 薄桜記（2012年7月 - 9月、NHK BSプレミアム） - 堀内正春 役
- ヒガンバナ〜警視庁捜査七課〜 最終話（2016年3月16日、日本テレビ） - 久米一希 役
- ドラマスペシャル ゴールドウーマン（2016年5月28日、テレビ朝日） - 甲斐田剛彦 役
- 人類学者・岬久美子の殺人鑑定7（2017年） - 高倉徹郎 役
- ファーストペンギン!（2022年） - 野々宮一 役

### 映画
- 帝都物語（1988年、東宝） - 寺田寅彦
- マニラ エマニエル夫人 魔性の楽園（1992年、東映〈ビデオ作品〉） - 坂井
- 極道の妻たち 地獄の道づれ（2001年、東映） - 池内
- 電車男（2005年）
- 容疑者 室井慎次（2005年） - 金子総務部長
- 大地震（2005年公開、ネットシネマ〈インターネット配信〉） - 天海道雄
- LOVE MY LIFE（2006年） - エリーの父親
- 僕の彼女はサイボーグ（2008年、ギャガ・コミュニケーションズ）
- 種まく旅人〜みのりの茶〜（2012年、ゴー・シネマ）
- THE NEXT GENERATION -パトレイバー-（2014年、松竹）
- ブルーヘブンを君に[2]（2020年、ブロードメディア・スタジオ)

### 舞台

#### 劇団雲 - 演劇集団 円
- シェイクスピア
  - コリオレイナス
  - マクベス
  - ペリクリーズ
  - 間違いつづき
  - 十二夜
  - 尺には尺
  - 空騒ぎ
  - リチャード三世
- わが町
- 紙風船
- 新ハムレット
- メナム川の日本人
- 夜叉ヶ池
- スカパンの悪だくみ
- タルチュフ
- キャンディ・キャンディー
- 蜷川幸雄演出
  - 卒塔婆小町（国立小劇場）
  - ノートルダム・ド・パリ（日生劇場）
  - 王女メディア（日生劇場）
- ジェームス三木作演出
  - ああ!結婚（三越劇場）
  - 上杉鷹山（芸術劇場）
  - 東京ブギウギ（新歌舞伎座)
- 東宝制作
  - 栄華物語（帝国劇場）
  - 星降る里（帝国劇場）
  - 御宿かわせみ（宝塚劇場）
  - 細雪（梅田コマ劇場）
- 松竹制作
  - スタンド・バイ・ミー（サンシャイン劇場）
- あの頃のまま（博品館劇場）
- グッバイ・チャーリー（アートスフィア劇場）
- ハーヴィーからの贈り物（俳優座劇場）
- 女の一生（芸術座）
- リチャード三世（PARCO劇場）
- 嫁も姑も皆幽霊（2015年、三越劇場） - 尾崎一郎

#### オリジナル・ミュージカル
- おお!気分はセクシーボーイ（シアター・アップル）
- キャッチミー（シアター・アップル）

#### ブロードウェイミュージカル
- アップルツリー（PARCO劇場）
- スイートチャリティー（博品館劇場）
- アニーよ銃をとれ（梅田コマ劇場）
- アプローズ（梅田コマ・飛天）
- ファルセット（サンシャイン劇場）
- リトルナイトミュージック（青山劇場）
- エリザベート（帝国劇場）
- フィレモン（あうるすぽっと）
- フットルース（EXシアター六本木）

### バラエティ
- 料理バンザイ! たまに行くならこんな店（テレビ朝日)
- ゴルフ交遊抄（BSジャパン）「俳優・寺泉憲と学生時代から50年来の親友」（2018年1月21日、28日）

### 旅番組
- いい旅・夢気分（テレビ東京）
  - つくばエクスプレスで行く筑波山
  - 年末年始にオススメ今話題の熱海〜伊東（2008年12月10日）
- 土曜スペシャル（テレビ東京）
  - 移住体験・田舎暮らしの旅（2008年8月30日）
  - 津軽海峡“春”景色　本州最北端の村へ（2009年4月18日）
  - 白銀の会津！絶景の旅　大鶴義丹と共演（2010年2月20日）
  - 絶景の日本海　魚づくし　豪快！定置網　活魚網元の宿（2010年8月28日）

### CM
- 松下電器「この町が好き　ナショナルの店」（1985年 - 1986年ごろ）
- KDDI「DION ADSL『黙る医者』編」（2002年） - フリーズする医者
- 全薬工業「ジキニン顆粒エース」（2004年）
- フィリップスエレクトロニクスジャパン「ソニッケアー・ダイヤモンドクリーン」（2012年） - 裁判長
- SMBCフレンド証券「悠々投資」（2014年 - ）

## 音楽

### ジャズヴォーカル（2008年 - ）
- 「IMPERIAL JAZZ」（帝国ホテル）
- 「永遠のスクリーン ミュージック」（中野サンプラザ）
- 吉祥寺メグ
- 国立はっぽん
- 銀座シグナス
- 新宿J
- 赤坂B♭
- 銀座スウィング
- 三越劇場
- 明治記念館
- 内幸町ホール
- TN Swing Jazz
- Blues Alley Japan

### 朗読
- ディズニー　よいこの名作童話集（4）　「三びきのこぶた」（1988年、日本コロムビア）
- サウンド文学館パルナス（15）　川端康成『雪国』（1995年、学習研究社、日本コロムビア）